# Argynnis elisa
Argynnis elisa — вид дневных бабочек из семейства нимфалид (Nymphalidae).

## Описание
Верхняя сторона крыльев красно-бурая с чёрными пятнами, расположенными в перевязках. Нижняя сторона задних крыльев со светло-жёлтыми пятнами. Передние крылья со слегка вогнутым или ровным внешним краем. Край задних крыльев волнистый. Жилки R1, R2 не ветвятся и берут начало от центральной ячейки. Жилки R3, R4, R5 имеют общий ствол, который также начинается от центральной ячейки. На задних крыльях жилка M3 и жилка Cu1 отходят от центральной ячейки из одной точки. У самцов на верхней стороне передних крыльях вдоль жилок находятся андрокониальные поля.

## Ареал
Вид встречается во всех горных районах Корсики и Сардинии. На Корсике распространен в центральных горах и на горе Инкудине. На Сардинии известен в Монти-дель-Геннаргу. Бабочки обитают на высотах 800—1800 метров над уровнем моря.

## Биология
Бабочки в Сардинии встречаются на полянах с травянистой растительностью в лиственных лесах. На Корсике обитают на сухих карбонатных лугах и степях, а также в широколиственных лиственных лесах. Развивается в одном поколении за год. Гусеницы вылупляются весной и начинают питаться кормовыми растениями, предпочитая растения, растущие под кустами можжевельника. Кормовые растения гусениц — фиалки (Viola): V. tricolor, V. biflora, V. reichenbachiana и V. corsica.